# Nadschmuddin Daya Razi
Nadschmuddin Daya Razi († 1256) war ein islamischer Mystiker (siehe Sufismus) und ein Mitglied der Tariqa Kubrawiyya (Kubrawiyya-Derwisch-Orden).
Er war ein Schüler des Ordensgründers Nadschmuddin Kubra, der 1220 bei dem Einfall der Mongolen in Choresm getötet wurde. Nadschmuddin Daya Razi wanderte kurz vor dieser Begebenheit nach Anatolien aus, wo er in der Stadt Sivas sein Werk Mirsad al-'ibad schrieb. Dieses widmete er Ala ad-Din Kaykobad, dem Herrscher von Konya, der zur gleichen Zeit dem bekannten persischen Sufi Dschalal ad-Din Rumi und dessen Familie Zuflucht vor den Mongolen gewährte.